# Episodi di iZombie (prima stagione)
La prima stagione della serie televisiva iZombie è stata trasmessa in prima visione dalla rete televisiva statunitense The CW dal 17 marzo 2015.
In Italia, è stata trasmessa dal 4 novembre al 16 dicembre 2015 su Premium Action, canale a pagamento del pacchetto Mediaset Premium, mentre in chiaro va in onda dal 1º dicembre 2016 su La 5.
| nº | Titolo originale                      | Titolo italiano                       | Prima TV USA   | Prima TV Italia  |
| -- | ------------------------------------- | ------------------------------------- | -------------- | ---------------- |
| 1  | Pilot                                 | Il sonno eterno                       | 17 marzo 2015  | 4 novembre 2015  |
| 2  | Brother, Can You Spare a Brain?       | Fratello, puoi prestarmi il cervello? | 24 marzo 2015  | 4 novembre 2015  |
| 3  | The Exterminator                      | Il disinfestatore                     | 31 marzo 2015  | 11 novembre 2015 |
| 4  | Liv and Let Clive                     | Vivi e lascia morire                  | 7 aprile 2015  | 11 novembre 2015 |
| 5  | Flight of the Living Dead             | Il volo dei morti viventi             | 14 aprile 2015 | 18 novembre 2015 |
| 6  | Virtual Reality Bites                 | La realtà virtuale morde              | 21 aprile 2015 | 18 novembre 2015 |
| 7  | Maternity Liv                         | Il senso materno di Liv               | 28 aprile 2015 | 25 novembre 2015 |
| 8  | Dead Air                              | Morte in onda                         | 5 maggio 2015  | 25 novembre 2015 |
| 9  | Patriot Brains                        | Il cervello del patriota              | 12 maggio 2015 | 2 dicembre 2015  |
| 10 | Mr. Berserk                           | Mister pazzoide                       | 19 maggio 2015 | 2 dicembre 2015  |
| 11 | Astroburger                           | Astroburgher                          | 26 maggio 2015 | 9 dicembre 2015  |
| 12 | Dead Rat Live Rat Brown Rat White Rat | L'infiltrato                          | 2 giugno 2015  | 9 dicembre 2015  |
| 13 | Blaine's World                        | Il mondo di Blaine                    | 9 giugno 2015  | 16 dicembre 2015 |

## Il sonno eterno
- Titolo originale: Pilot
- Diretto da: Rob Thomas
- Scritto da: Rob Thomas e Diane Ruggiero-Wright

### Trama
Olivia "Liv" Moore, una giovane e promettente studentessa di medicina, partecipa a una festa su una barca durante la quale alcune persone impazziscono e iniziano a massacrare chiunque capiti loro a tiro. Nella fuga dalla carneficina viene graffiata a un braccio e diventa uno zombie. A causa della sua condizione di non morto è costretta a lasciare il tirocinio di medicina e anche ad abbandonare il suo fidanzato, Major Lilywhite. Sebbene faccia del suo meglio per integrarsi e sembrare umana, il suo aspetto gotico (capelli quasi bianchi, pelle pallida e occhiaie) sconcerta chi le sta intorno. Quando Liv sembra aver trovato il sistema per appagare il suo vile desiderio di divorare cervelli umani - farsi assumere presso l'ufficio del coroner di Seattle, dove il suo nuovo capo, Ravi Chakrabarti, è sorprendentemente entusiasta alla scoperta del suo segreto - presto si rende conto che, con ogni cervello, conserva una parte dei ricordi dei defunti, spesso vittime di omicidio. 
Fingendosi una sensitiva, Liv unisce le forze al detective Clive Babineaux per indagare sul caso di una prostituta romena assassinata.
- Ascolti USA: telespettatori 2 290 000[1]

## Fratello, puoi prestarmi il cervello?
- Titolo originale: Brother, Can You Spare a Brain?
- Diretto da: John Kretchmer
- Scritto da: Diane Ruggiero-Wright

### Trama
Javier Abano, un estroso pittore, viene ucciso. Liv ne mangia il cervello e, oltre ad assorbirne l'ossessione per la pittura, scopre che l'uomo aveva delle amanti. Inoltre incontra per la prima volta un altro zombie, Blaine "DeBeers" McDonough, un ex spacciatore della nuova droga Utopium che è involontariamente responsabile della sua trasformazione. Blaine chiede a Liv il permesso di potersi nutrire dei cervelli dell'obitorio, ma la ragazza non si fida di lui. In seguito lo zombie uccide dei suoi vecchi contatti dell'ambiente della droga e infetta una donna che aveva sedotto in un locale.
- Ascolti USA: telespettatori 1 990 000[2]

## Il disinfestatore
- Titolo originale: The Exterminator
- Diretto da: Michael Fields
- Scritto da: Graham Norris, Lee Arcuri e Rob Thomas

### Trama
L'imprenditore Wally Walker viene ucciso da un sicario sociopatico, Marvin Webster, a sua volta vittima di un incidente automobilistico. Liv diventa emotivamente fredda dopo averne mangiato il cervello, e ciò la porta a prendere delle decisioni moralmente discutibili, come l'interferire con il caso penale di Peyton e diffondere maldicenze sull'investigazione di Clive. Nel frattempo Liv e Ravi scoprono un altro zombie nascosto sottoterra che si comprende essere Marcy, una vecchia amica e collega di Liv. Poiché Marcy è regredita alla mentalità "standard" zombie, Ravi spera che nutrendola potrà trovare una cura per lei e per Liv. Inoltre Blaine continua a uccidere persone a Seattle e la sua ultima vittima è un amico di Major.
- Ascolti USA: telespettatori 1 810 000[3]

## Vivi e lascia morire
- Titolo originale: Liv and Let Clive
- Diretto da: John Kretchmer
- Scritto da: Kit Boss

### Trama
Dopo che l'ultimo cervello mangiato provoca a Liv una visione di Clive che sembra picchiare brutalmente il membro di una gang, la ragazza inizia a sospettare che sia un poliziotto corrotto. Liv cerca di convincere Ravi a trasferirsi a casa di Major per impedire ad un'altra ragazza di stargli vicino. Intanto Blaine costruisce un giro di affari nella vendita di cervelli per i suoi zombie neo trasformati. Due dei suoi uomini cercano di aprire una loro attività, ma vengono scoperti da Blaine che li uccide sparando loro in testa.
- Ascolti USA: telespettatori 1 770 000[4]

## Il volo dei morti viventi
- Titolo originale: Flight of the Living Dead
- Diretto da: David Warren
- Scritto da: Deirdre Mangan

### Trama
In seguito a un lancio con il paracadute Holly White, una ex compagna di confraternita e amica di Liv, viene trovata morta e uno dei suoi compagni di paracadutismo accusa un ragazzo che si era lanciato con loro, Lowell Tracey. Liv chiede a Babineaux di seguire il caso della morte di Holly anche se non è classificato come omicidio. Lui interroga il testimone, Tracey, e si scopre che il filmato del volo è stato cancellato. Tra gli altri testimoni vi sono Ren Smith, un atleta con un contratto sponsor con la compagnia di bibite energetiche Max Rager, Eliza Marquette, una dirigente che dichiara che il filmato è stato cancellato a causa della grafica delle immagini, e Carson McComb, un esperto snowboarder. Liv, mangiando il cervello di Holly, ha una visione di McComb in cui vede che lui e Smith sono in rapporti intimi. In seguito Babineaux riesce a classificare il caso come omicidio, mentre Liv partecipa alla veglia funebre di Holly, durante la quale la squadra di paracadutisti le chiede di andarsene, ma senza successo. Liv inoltre comprende che Lowell è uno zombie e ne rimane invaghita. McComb viene accusato di aver drogato Holly e infine rivela che Eliza è la vera assassina.
- Altri interpreti: Ryan Hansen (Carson McComb), Summer Bishil (Eliza Marquette), Blair Penner (Ren Smith), Bradley James (Lowell Tracey), Tasya Teles (Holly White)
- Ascolti USA: telespettatori 1 850 000[5]

## La realtà virtuale morde
- Titolo originale: Virtual Reality Bites
- Diretto da: Dermott Browns
- Scritto da: Gloria Calderon Kellet

### Trama
Liv mangia il cervello di un hacker, guadagnando abilità nell'informatica, e cerca di capire chi possa averlo ucciso. Scopre che l'uomo aveva postato diverse recensioni critiche guadagnandosi l'odio di molte persone, ma dovrà anche fare i conti con l'agorafobia della vittima.
- Ascolti USA: telespettatori 1 800 000[6]

## Il senso materno di Liv
- Titolo originale: Maternity Liv
- Diretto da: Patrick Norris
- Scritto da: Bob Dearden

### Trama
Una giovane ragazza incinta viene ritrovata morta da dei campeggiatori e Liv sviluppa dei forti istinti materni mentre indaga sul caso. Nel frattempo le ricerche di Major sulle persone scomparse vengono complicate quando inavvertitamente si gioca l'alleanza di Clive e i suoi stessi sforzi lo portano a venire arrestato.
- Ascolti USA: telespettatori 1 690 000[7]

## Morte in onda
- Titolo originale: Dead Air
- Diretto da: Zetna Fuentes
- Scritto da: Aiyana White

### Trama
Sasha, una famosa e spregiudicata presentatrice radiofonica muore folgorata in diretta. Liv, dopo averne mangiato il cervello, collabora con Clive per risolvere l'omicidio e assume i comportamenti della vittima, iniziando ad interrogarsi sulla sua nuova relazione amorosa con Lowell. Si scopre che l'assassina era la sua assistente, nonché amica, che aveva fatto ciò per ottenere la celebrità che "le spettava".
- Ascolti USA: telespettatori 1 620 000[8]

## Il cervello del patriota
- Titolo originale: Patriot Brains
- Diretto da: Guy Bee
- Scritto da: Robert Forman

### Trama
Durante una partita di paintball un ex cecchino viene ritrovato morto nel campo, con una ferita d'arma da fuoco. Liv, dopo averne mangiato il cervello, assume i suoi atteggiamenti. Infatti il soldato soffriva di disturbo da stress post traumatico, che di conseguenza porta Liv a non dormire e rivivere tutti i suoi peggiori ricordi e traumi. La principale indiziata è l'ex moglie, con il quale aveva avuto precedenti conflitti in seguito all'affidamento della figlia, e si sospetta anche del fratello, in seguito a dei disegni ritrovati nella sua camera, ma alla fine si scopre che l'assassino non è altri che il compagno della moglie. Nel frattempo Major continua ad indagare su Blaine e i suoi scagnozzi, convinto siano i responsabili della morte del suo amico. Liv invece fa pace con Lowell e insieme escogitano un piano per uccidere Blaine. Infatti Liv ha intenzione di sfruttare il talento ereditato dall'ex cecchino per sparare a Blaine da lontano, mentre si trova a cena a casa di Lowell, ma quest'ultima non riesce a premere il grilletto così Lowell, dopo averle dichiarato per l'ultima volta il suo amore, lo pugnala. Purtroppo Blaine ha la meglio e Liv vede morire il suo fidanzato.
- Ascolti USA: telespettatori 1 700 000[9]

## Mister pazzoide
- Titolo originale: Mr. Berserk
- Diretto da: Jason Bloom
- Scritto da: Deirdre Mangan e Graham Norris

### Trama
Liv e Clive indagano sull'omicidio di una donna apparentemente legato ad una potente società di bevande energetiche. A causa del cervello della vittima, Liv inizia ad avere problemi con l'alcool ,e piena di sensi di colpa e dolore per la morte di Lowell, si mette in guai seri per ritrovare l'informatore segreto della vittima. Uscita dalla palestra per inseguire quest'ultima, viene stordita da un pugno in faccia e si risveglia in mezzo al mare su una barca, insieme a quell'uomo, ad un cadavere e legata ad un mattone . L'uomo getta in mare la ragazza uccisa e prima di fare lo stesso con Liv, viene in contatto col sangue di questa. I due combattono e Liv ha la meglio, gettando in mare l'uomo e passandoci sopra con la barca. Alla fine dell'episodio ,però, si scopre che l'uomo è vivo ed è diventato uno zombie. Nel frattempo Major viene aggredito a casa sua da Candyman, ma riesce a difendersi sparandogli tre colpi in petto. Chiama subito la polizia per costituirsi, ma né l'uomo né il sangue vengono trovati, così Major convinto di essere pazzo, decide di internarsi in un ospedale psichiatrico.
- Ascolti USA: telespettatori 1 500 000[10]

## Astroburgher
- Titolo originale: Astroburger
- Diretto da: Micheal Fields
- Scritto da: Kit Boss

### Trama
Un ragazzo che si trova nella casa di cura di Major, nonché suo compagno di scacchi, viene ritrovato morto nella vasca. Apparentemente sembra essersi suicidato, ma Liv sa benissimo che si tratta di omicidio, così inizia ad indagare insieme a Clive. Nel frattempo, però, il suo cervello ha trasmesso comportamenti ossessivi a Liv, che inizia a sentir parlare dei diavoletti su una scatola di patatine e ha delle allucinazioni su un personaggio tv e sul suo ex fidanzato Major., immaginando di confessargli tutto. Alla fine l'assassina si rivela essere una farmacista rimasta incinta del ragazzo, che aveva intenzione di dire tutto a suo marito se non avesse abortito. Major lascia la casa di cura, convinto dell'esistenza degli zombie e deciso ad eliminarli tutti.
- Ascolti USA: telespettatori 1 560 000[11]

## L'infiltrato
- Titolo originale: Dead Rat Live Rat Brown Rat White Rat
- Diretto da: Mairzee Almas
- Scritto da: Diane Ruggiero-Wright

### Trama
Un gruppo di liceali investe per sbaglio un uomo comparso all'improvviso sulla strada. Convinti sia morto, lo seppelliscono nel bosco, ma questo poco dopo esce ed uccide una dei quattro ragazzi. Liv indaga sull'omicidio comportandosi, però, come una liceale (a causa del cervello della cheerleader morta) e arrivando subito a capire che si tratta di uno zombie. La storia cambia quando anche un altro dei quattro ragazzi viene ritrovato morto e un'altra teme possa essere la prossima, perciò si reca dalla polizia raccontando dell'incidente e rilasciando un identikit dell'uomo investito. Liv subito riconosce l'uomo delle bevande energetiche e capisce cosa è successo quel giorno in barca. Quest'ultima torna a casa e trova Peyton stesa a terra priva di sensi e quell'uomo in cucina, che le racconta la sua storia. I due lottano e alla fine Liv ha la meglio, pugnalandolo in testa. Nel frattempo però Peyton ha assistito a tutta la scena e ha scoperto che Liv è uno zombie, così impaurita fugge via.  Intanto Major viene preso in ostaggio da Blaine e la puntata termina con quest'ultimo che assume come ragazzo delle consegne il fratello di Liv, dopo aver scoperto la sua identità.
- Ascolti USA: telespettatori 1 800 000[12]

## Il mondo di Blaine
- Titolo originale: Blaine's World
- Diretto da: Rob Thomas
- Scritto da: Micheal Field

### Trama
La liceale impaurita della puntata precedente viene ritrovata morta nella camera di un motel e l'ultimo dei quattro ragazzi chiama sconvolto il 911 prima di terminare la chiamata con un urlo che lascia pensare al peggio. Liv diventa un po' apatica dopo aver mangiato il cervello della ragazza, ma scopre che il responsabile di tutto è il ragazzo che aveva effettuato l'ultima chiamata al 911. Questo aveva organizzato uno scambio con una ragazza della società delle bevande energetiche: la pennetta in cambio di 300.000 dollari. Poi sarebbe fuggito via solo e con i soldi. Major intanto è ancora prigioniero di Blaine, che rivuole i suoi cervelli, ma questo non parla. Dunque lo zombie chiama Liv e comunicatole di aver catturato Major, organizza uno scambio: il ragazzo, sano e salvo, in cambio dei cervelli. I due si incontrano, ma Blaine non mantiene la promessa e fugge via con i cervelli mentre Major è ancora prigioniero. Il ragazzo, però, approfitta della sua assenza per appiccare un incendio nella cella frigo, distraendo uno degli scagnozzi e riuscendo a fuggire. Prese le armi, inizia ad uccidere tutti gli zombie della macelleria, ma viene infine pugnalato da Blaine che gli spunta alle spalle. Liv arriva appena in tempo per vedere Major steso a terra, in punto di morte, e Blaine che confessa a quest'ultimo la vera natura della sua ex fidanzata. Liv vuole uccidere lo zombie, ma alla fine decide di iniettargli la dose di medicinale che lo trasforma di nuovo in un essere umano, costringendolo alla fuga. Inoltre, per non veder morire il suo ex fidanzato, lo trasforma in zombie e lo riporta a casa salvo. Questo però non la prende molto bene e accusa Liv di essere un'egoista, così la ragazza usa la sua ultima dose di medicinale per salvarlo da quel tipo di vita. Nel frattempo il fratello della ragazza si era recato in macelleria per il suo nuovo lavoro, ma un'esplosione lo ferisce gravemente. Ha bisogno di sangue e l'unica che può donarglielo è Liv, che si trova quindi di fronte una scelta difficilissima: salvare il fratello, condannandolo ad una vita eterna da non morto, oppure lasciarlo morire.
- Ascolti USA: telespettatori 1 450 000[13]